# جلول مربروك
جلول مربروك (بالإنجليزية: Djelloul Marbrook) (1934- * م) شاعر وكاتب أمريكي جزائري الأصل معاصر ولد ببوسعادة، مدينة تبعد عن الجزائر العاصمة ب 245 كلم، تسمى ببوابة الصحراء سنة 1934 وكبر وترعرع في بروكلين بمنهاتن حيث كان يدرس حتى إنهئه التعليم الثانوي. التحق بجامعة كولومبيا حيث أكمل دراسته الجامعية.
الشاعر والروائي الأميركي النائلي الأصل Djelloul Marbrook .. أصله من أولاد سيدي أحمد بن يحيى بن سيدي نايل الشريف الحسني أهل مدينة عين الملح .
جلول مبروك شاعر وأديب أميركي حاصل على جوائز عديدة، ولد عام 1934 في الجزائر لأب نائلي إدريسي وأم رسامة أميركية. عاش طفولته بين بروكلين ومانهاتن ونيويورك حيث أنهى المدرسة والتحق بجامعة كولومبيا وخدم بعد ذلك في البحرية الأميركية ثم عمل في الصحافة بقية حياته.
من أعماله الأدبية: روايات قصيرة بعنوان «ذئب المراعي»، و«غرفة أليس ميللر»، و«ساراسينو».
الأستاذة الباحثة النائلية بركاهم فرحاتي -مديرة متحف ناصر الدين ديني سابقا-هي التي كانت سببا في تعرفه على أصله العربي النائلي.

## مشواره المهني
عمل كمراسل لجريدة The Providence Journal [الإنجليزية] تم كمحرر في جرائد Elmira Star-Gazette, Baltimore Sun, Winston-Salem Journal and Sentinel,
له قصائد ومقالات وقصص قصيرة ظهرت في عدد من المجلات وأعمال غير منشورة له ما يلي:
- - 3 روايات :الملائكة الغواصين (Divers' Angels)، وحشود من واحد (Crowds of One) و ZIJ
- - روايتان بعنوان :آلام ارتداء وجوهنا (The Pain of Wearing Our Faces)، ارتماسيا الذئب (Artemisia's Wolf).
- - سلسلة من القصص القصيرة: لك بعد حين (Later For You).

حاليا هو رئيس تحرير النسخة الانكليزيه من جريدة arabesques الأدبية والثقافيه.

## وصلات خارجية
- -الموقع الرسمي لجلول مربروك (en)
- -مجلة آرابسك  (en)